# Меріленд-Гейтс (Міссурі)
Меріленд-Гейтс (англ. Maryland Heights) — місто (англ. city) в США, в окрузі Сент-Луїс штату Міссурі. Населення — 28 284 особи (2020).

## Географія
Меріленд-Гейтс розташований за координатами 38°43′1″ пн. ш. 90°28′19″ зх. д. / 38.71694° пн. ш. 90.47194° зх. д. (38.716911, -90.471814).  За даними Бюро перепису населення США в 2010 році місто мало площу 60,49 км², з яких 56,54 км² — суходіл та 3,94 км² — водойми.

## Демографія
Згідно з переписом 2010 року, у місті мешкали 27 472 особи в 12 180 домогосподарствах у складі 6766 родин. Густота населення становила 454 особи/км².  Було 13092 помешкання (216/км²).
Расовий склад населення:
| - 73,2 % — білих - 11,9 % — чорних або афроамериканців - 9,8 % — азіатів - 0,2 % — корінних американців - 2,3 % — осіб інших рас |

До двох чи більше рас належало 2,5 %. Частка іспаномовних становила 4,5 % від усіх жителів.
За віковим діапазоном населення розподілялося таким чином: 20,3 % — особи молодші 18 років, 67,5 % — особи у віці 18—64 років, 12,2 % — особи у віці 65 років та старші. Медіана віку мешканця становила 35,0 року. На 100 осіб жіночої статі у місті припадало 95,0 чоловіків;  на 100 жінок у віці від 18 років та старших — 92,4 чоловіків також старших 18 років.
Середній дохід на одне домашнє господарство  становив 72 173 долари США (медіана — 58 911), а середній дохід на одну сім'ю — 87 254 долари (медіана — 71 987). Медіана доходів становила 51 817 доларів для чоловіків та 40 154 долари для жінок. За межею бідності перебувало 9,0 % осіб, у тому числі 13,6 % дітей у віці до 18 років та 8,2 % осіб у віці 65 років та старших.
Цивільне працевлаштоване населення становило 15 400 осіб. Основні галузі зайнятості: освіта, охорона здоров'я та соціальна допомога — 17,9 %, науковці, спеціалісти, менеджери — 15,8 %, мистецтво, розваги та відпочинок — 11,9 %, виробництво — 11,1 %.